# جميل المطور
جميل شفيق عبد الجليل المطور (وُلد في 3 مايو 1961 في سعير – ) سياسي ووزير فلسطيني شغل منصب رئيس سُلطة جودة البيئة الفلسطينية بين عامي 2020 و2021. اعتقلت إسرائيل المطور عدة مرات. عُين في 2022 مستشارًا في حكومة محمد اشتية لشؤون المناخ.

## النشأة والتحصيل العلمي
وُلد المطور في بلدة سعير في محافظة الخليل جنوب الضفة الغربية في 3 مايو 1961، تلقى تعليمه الأساسي والإعدادي في البلدة، والثانوي في حلحول. حصل على درجة البكالوريوس في التمريض والعلوم الصحية من جامعة بيت لحم عام 1986، ودرجة الماجستير في الصحة العامة والمجتمعية من جامعة بيرزيت عام 2004.

## الحياة العملية
- في 10 مارس 2007، رُقي المطور إلى مدير عام في سلطة جودة البيئة.[2] لكن الرئيس محمود عباس ألغى الترقيات بين شهري مارس وأبريل 2007.[3]
- في 15 فبراير 2008، أُعيد ترقيته إلى مدير عام في سلطة جودة البيئة.[4]
- في 4 أكتوبر 2012، عُين عضوًا ممثلًا عن وزارة شؤون البيئة في مجلس إدارة مؤسسة المواصفات والمقاييس.[5]
- في 5 أبريل 2014، عُين وكيًلا مساعدًا في سلطة جودة البيئة.[6]
- في 20 مايو 2015، عُين نائبًا لرئيس سُلطة جودة البيئة.[7]
- في 13 يوليو 2015، عُين عضوًا ممثلًا عن سُلطة جودة البيئة في مجلس إدارة مؤسسة المواصفات والمقاييس.[8]
- في 27 فبراير 2018، عُين عضوًا ممثلًا عن سُلطة جودة البيئة في مجلس إدارة مؤسسة المواصفات والمقاييس.[9]
- في 12 سبتمبر 2019، عُين عضوًا ممثلًا عن سُلطة جودة البيئة في مجلس إدارة مؤسسة المواصفات والمقاييس.[10]
- في يوليو 2020، كُلف برئاسة سُلطة جودة البيئة وبدرجة وزير.[11]
- في 11 مايو 2021، مُددت خدمته رئيسًا لسُلطة جودة البيئة حتى 31 ديسمبر 2021.[12]